# 申河均
申河均（韓語：신하균，1974年5月30日—），韓國男演員。出道以來因可詮釋多種角色，而有「演技之神」美譽。

## 个人生活

### 感情
据报道，申河均和女演员金高银在一次水肺潜水聚会上关系密切。2016年8月24日，兩人所属经纪公司HODU&U娱乐对媒体透露两个月前从演艺圈前后辈关系发展成恋人关系。2017年3月22日透过所属社相关人士表示，两人因繁忙的行程导致约2月底已分手。

## 演出作品

### 電視劇
- 2003年：MBC《烈愛無間道》飾演 朴俊必
- 2010年：tvN《豐年公寓》飾演 吳福奎
- 2011年：KBS《Brain》飾演 李江勳
- 2013年：SBS《我戀愛的一切》飾演 金洙英
- 2014年：MBC《Mr.Back》飾演 崔高峰／崔信亨
- 2016年：tvN《吹笛子的男人》飾演 周聖燦
- 2018年：MBC《壞刑警》飾演 禹泰錫
- 2020年：KBS《靈魂維修工》飾演 李施俊
- 2021年：JTBC《怪物》飾演 李東植
- 2022年：Coupang Play《Unicorn》飾演 Steve
- 2022年：TVING《Yonder》飾演 金在賢
- 2023年：ENA《惡人傳記》飾演 韓同率
- 2024年：tvN《The Auditors監察》飾演 申車日
- 2025年：待定《豬窩》（特別出演）

### 電影
- 1998年：《一群小伙子們》
- 1999年：《間諜李哲鎮》
- 2000年：《JSA安全地帶》飾演 鄭宇真
- 2000年：《犯規王》飾演 小混混（客串）
- 2000年：《真相大白》飾演 鄭宇真（短篇電影）
- 2001年：《殺手公司》飾演 吳杰
- 2002年：《我要復仇》飾演 柳
- 2002年：《驚喜派對》
- 2002年：《不予置評》
- 2003年：《去火星的男人》飾演 承載
- 2003年：《拯救綠色星球！》飾演 李炳古
- 2004年：《我的哥哥》飾演 勝賢
- 2004年：《毛髮》（短篇電影）
- 2005年：《親切的金子》飾演 殺手（客串）
- 2005年：《歡迎來到東莫村》飾演 表賢哲
- 2005年：《緝兇48小時》
- 2006年：《沒禮貌的傢伙們》飾演 殺手
- 2007年：《兒子》(配音)
- 2008年：《驚險遊戲》飾演 閔熙道
- 2009年：《黑色咖啡館》飾演 英修
- 2009年：《蝙蝠：血色情慾》飾演 康佑
- 2010年：《佳節》飾演 警察
- 2010年：《競猜王》飾演 美國航天局工學博士（客串）
- 2011年：《高地戰》飾演 姜恩彪
- 2012年：《神偷大劫案》飾演 李賀振（客串）
- 2012年：《第一個位置》（配音）
- 2013年：《落跑老爸》主演 車忠友
- 2014年：《拳力遊戲》飾演 Ace
- 2015年：《情慾王朝》飾演 金閔宰
- 2016年：《偶來》飾演 重弼
- 2017年：《惡女》飾演 李鍾尚
- 2017年：《屍蹤七號房》飾演 斗植
- 2018年：《風流大丈夫》飾演 奉秀
- 2019年：《雞不可失》飾演 李武裴
- 2019年：《完美搭檔》飾演 世河
- 2019年：《禮物》飾演 姜尚求
- 2020年：《明明會說話》飾演 阿里（狗的名字，聲音演出）
- 2022年：《主播》飾演 仁浩

### 舞台劇
- 1993年：《投彈》
- 1997年：《撞擊計程車》
- 1998年：《魔法時刻》
- 1999年：《徒勞無功》
- 2000年：《急流勇退》
- 2002年：《歡迎來到東莫村》

### MV
- 2001年：Position〈I Love You》
- 2004年：李秀英〈Hwil Ril Ri〉[5]
- 2004年：李秀英〈Andante〉（Hwil Ril Ri的續集）
- 2010年：Zia〈只有笑〉

## 活動出席/參與
- 2001年：經典音樂合輯《申河均的微笑 - 影劇經典歌曲 Classic》封面
- 2001年：第2屆PDFF殘疾人電影節大使
- 2010年：第9屆韓國Mise en scène短片電影節榮譽審查員 社會性觀點影片單元《悲情城市》
- 2012年：第11屆韓國Mise En Scne短片電影節名譽評審委員 恐怖、奇幻片單元《絕對噩夢》
- 2012年：出席《2012年KBS演技大賞》與KBS社長一同擔任最佳演技大賞頒獎人

## 獎項榮譽
- 2000年：第21屆青龍電影節－最佳男配角獎
- 2000年：第8屆春史電影賞－最佳新人獎
- 2000年：第3屆Director's cut－最佳演技新人獎
- 2001年：第16屆MTV金唱片－最佳男主演獎
- 2003年：第4屆釜山電影評論家協會獎－最佳男主角獎
- 2007年：第41屆納稅者日東大門稅務署長表彰
- 2011年：KBS演技大賞－網友投票獎
- 2011年：KBS演技大賞－最佳螢幕情侶獎
- 2011年：KBS演技大賞－最佳演技大賞
- 2012年：第24屆韓國製作人(PD)賞－最佳演員獎
- 2014年：MBC演技大賞－男子人氣獎
- 2021年：第57屆百想藝術大獎－電視部門男子最優秀演技獎

## 外部連結
- 申河均在NAVER上的资料
- 申河均在Daum上的资料